# Cosmoscarta imrayi
Cosmoscarta imrayi är en insektsart som beskrevs av William Lucas Distant 1914. Cosmoscarta imrayi ingår i släktet Cosmoscarta och familjen spottstritar. Inga underarter finns listade i Catalogue of Life.